# Пам'ятка природи «Колонія берегових ластівок»
Пам'ятку природи «Колонія берегових ластівок» було створено Рішенням Миколаївського облвиконкому від 21.07.1972 року № 391 «Про віднесення пам'яток природи місцевого значення за категоріями відповідно до нової класифікації та затвердження нововиявлених заповідних територій і природних об'єктів», на землях Вознесенського району Миколаївської області (с. Бузьке, Олександрівський каменеподрібнювальний завод).
Площа — 0,6 га.

## Скасування
Рішенням Миколаївської обласної ради народних депутатів від 12.03.1993 року № 11 «Про природно-заповідний фонд Миколаївської області» охоронний статус з об'єкту було знято (через втрату цінності з природних причин)..